# Фридрих Шлайермахер
Фридрих Даниел Ернст Шлайермахер (на немски: Friedrich Daniel Ernst Schleiermacher) е германски богослов и философ, известен със забележителния си опит да направи симбиоза между критиката на Просвещението и традицията на протестантството. Той също повлиява на еволюцията на Високата критика (Higher Criticism). Заради дълбокото му влияние върху християнската мисъл, често е наричан „баща на модерното протестантско богословие“.

### Издания на български
- Шлайермахер, Фр. За религията. С., 1994.

## За него

### Биография
- Karl August Auberlen, Schleiermacher: ein Charakterbild. Bahnmaier, Basel. 1859
- C. W. Christian, Friedrich Schleiermacher. Hendrickson Publishers, Peabody, Mass. 1991
- Keith W. Clements, Friedrich Schleiermacher, pioneer of modern theology. Collins, London/ San Francisco, CA 1987
- Wilhelm Dilthey, Leben Schleiermachers. 2 Bände. hg. M. Redeker. Berlin 1966
- Hermann Fischer, Friedrich Daniel Ernst Schleiermacher. C.H. Beck, München 2001, ISBN 3-406-45974-9 (В: Google Books)
- Friedrich Wilhelm Kantzenbach, Friedrich Daniel Ernst Schleiermacher: in Selbstzeugnissen und Bilddokumenten. Rowohlt, Reinbek 1967
- Heinrich Meisner, Schleiermachers Lehrjahre. Herausgegeben von Hermann Mulert. Verlag von Walter de Gruyter & Co., Berlin/ Leipzig 1934
- Kurt Nowak, Schleiermacher: Leben, Werk und Wirkung. (= UTB für Wissenschaft. 2215). Vandenhoeck & Ruprecht, Göttingen 2001, ISBN 3-525-55448-6
- Martin Redeker, Friedrich Schleiermacher. Leben und Werk (1768–1834). Berlin 1968
- Stephen Sykes, Friedrich Schleiermacher. John Knox Press, Richmond 1971